# Morteza Ghassemi
Morteza Ghassemi  (مرتهضی قاسمی) est un joueur de tombak (تمبک…تنبک)  , ou zarb (ضرب), vivant à Ispahan (اسفهان), élève de Mohammad Esmaili, Nâsser Farhangfar, Bahman Rajabi, Djamshid Mohebbi. Il a gagné le concours de tombak d'Iran en 1996, dont le deuxième prix a été remporté par Madjid Hessabi, qui a suivi les mêmes maîtres.Tous deux sont de grands amis et diffèrent par leur style : monsieur Ghassemi a un style mesuré et très contrôlé, influencé par Bahman Rajabi, tandis que monsieur Hessabi est plus "volcanique", et en cela plus proche de style de Nâsser Farhangfar. Monsieur Morteza Ghassemi est également un enseignant réputé dans sa ville natale, au point qu'un élève français, Arnaud Carron de la Carrière, vienne, l'été 1998, suivre des cours chez lui.
Il a publié deux méthodes, dont la deuxième est munie d'un  DVD. Cette dernière est sa synthèse de l'enseignement qu'il a reçu de ses maîtres, avec une grande influence de celui de Bahman Rajabi,qu'il apprécie tout particulièrement, auxquelles elle prépare. Il n'a quitté  Ispahan que le temps de ses études, puis pendant un an où il donna des cours à Téhéran. Mais, nostalgique de sa ville, il y retourna. Il est d'une modestie à la mesure de son très grand talent.